# Ispansi (¡Españoles!)
Ispansi (¡Españoles!) es una película española de 2011 dirigida y coprotagonizada por Carlos Iglesias.

## Argumento
Beatriz es una joven perteneciente a una familia conservadora en el Madrid de 1936. Embarazada y madre sin haber contraído matrimonio, debe ocultar a su hijo en un orfanato. Tras el estallido de la guerra civil española, las autoridades de la República deciden trasladar a miles de niños, entre ellos a los residentes en orfanatos, a la Unión Soviética para protegerlos de los efectos del conflicto (los llamados niños de la guerra). Beatriz decide hacerse pasar por Paula, una republicana recién fallecida para acompañar a su hijo en el viaje a Rusia junto a quienes son sus enemigos ideológicos.